# NAVERまとめ
NAVERまとめ（ネイバーまとめ）は、韓国最大のインターネットサービス会社である、現・NAVER Corporation（ネイバー株式会社）の子会社「ネクストライブラリ株式会社」が、かつて運営していた、CGM型Webキュレーションサービス（通称 まとめサイト）。
様々な情報をユーザーが独自に収集して組み合わせ、ひとつのページにまとめてインターネット上に公開、アクセス数に応じてユーザーが広告収入を得られる独自のシステムを展開している。
著作権法の引用の要件を満たさない違法な無断転載が問題となっていた。
2020年9月30日にサービスが終了し、約11年の歴史に幕を閉じた。NAVERまとめの歴史などを綴った最後のまとめを24時間限定で提供した。

## 概要
同社が運営するウェブサービス事業、NAVERの一つであり、2009年7月1日にサービスが開始された。キュレーションサイトの先駆けとされていた。2012年時点で、同種の「まとめサイト」では月間アクセス数で1位（ページビュー換算）。
特定のテーマを定めインターネット上の情報を収集し、集めた情報を分類、つなぎ合わせて、ひとつのページに掲載することを同サービスでは「まとめ」と呼んでいる。ジャンルは多種多様で、主だったものとして特定のテーマに絞ったリンク集、画像集、雑学集、名言集、ゴシップやニュース、他の掲示板のまとめなど多岐に渡る。
作成されたページは各社検索エンジンによってクロールされ公開される他、同サービスが提供する「まとめ検索」によって検索、参照することが出来る。
他者のコンテンツを容易に流用できることから著作権侵害の温床になっているとの指摘もあった。
2020年9月30日 午前11時過ぎ頃、予定通りサービスが終了した。

### 特徴
同社では「NAVERまとめ」サービスを「キュレーション・プラットフォーム」と呼称している。NAVERまとめをはじめとするキュレーションサービスでは、インターネット上の多様な情報を、編集者が自らの視点、経験、価値観に基づいてまとめて提供する。このような「まとめ」の内容は編集者の主観に影響されることもあるが、閲覧者はインターネット上の膨大な情報を取捨選択する手間を省くことができる。
2010年11月から、まとめページへのアクセス数に対して作成者にインセンティブ（報酬）を支払う制度を開始している。インセンティブの支払いは楽天銀行株式会社が提供するメール送金サービス「メルマネマスペイメント」を利用している。
検索エンジン最適化に強いサービスとされ、まとめページは検索エンジンの検索結果の上位に表示される傾向がある。

## 沿革
- 2009年7月 - 「NAVERまとめ」サービス開始
- 2010年
  - 10月 - まとめ作成・管理画面のリニューアル。月間ページビュー数約1億2,000万、ユニークユーザー数は約943万人と発表[12]
  - 11月 - 「まとめインセンティブプログラム」の提供開始
- 2011年
  - 3月 - 全面リニューアルを行い、1まとめ内にリンク・画像・動画・引用・ツイート・テキスト・見出し等 様々な要素を追加可能に
  - 4月 - 「NAVERまとめ」閲覧用iPhoneアプリ「NAVERまとめビューワ」公開（後に「NAVERまとめリーダー」に名称変更）
  - 7月 - 「NAVERまとめビューワ」Android版を公開、「トピック機能」を追加
  - 11月 - 「グループまとめ」機能の追加を発表
- 2012年
  - 3月 - 優良なまとめ作成者を支援する「まとめ奨励金制度」を新設
  - 5月 - 企業向けに「公式まとめ」を提供開始、「お気に入り」機能の追加を発表
  - 6月 - デザインを一新、14カテゴリで多チャンネル化
  - 9月 - gettyimagesなど5社と提携し、公式画像サービスを開始、あわせて位置情報追加機能を発表
  - 10月 - 月間総アクセス数約8億1,700万ページビュー（前年同期比479%増）、訪問者数は3,300万人（前年同期比272%増）と発表
  - 12月 - 「まとめインセンティブプログラム」を全面刷新すると発表、まとめ奨励金制度」の改変を行う（2013年1月1日より実施）[13]
- 2013年
  - 3月 - 企業向けに「ジャック」広告を提供開始
- 2020年
  - 7月 - 同年9月30日にサービスを終了すると公式ブログで発表[14]
  - 9月 - 30日 午前11時過ぎ頃、予定通りサービスが終了した[3]

## 問題点

### 著作権侵害
NAVERまとめでは他人の著作物を盗用した「まとめ」の存在がかねてから指摘されている。2011年には違法アップロードされた動画の「まとめ」などを理由としてGoogle AdSenseの配信が停止された。
2016年秋には、同じくキュレーションサイトを運営しているDeNAが盗用などの問題で炎上、他社のキュレーションサイトでも記事の非表示化などの動きが広がった。NAVERまとめを運営するLINEはこれらの問題を受け、12月5日に、1次情報発信者を対象とした権利保護やインセンティブの還元制度などの試験運用を2017年内に目指すと発表した。一方でLINEは、12月6日時点ではサイトに問題は見つかっていないとの見解を示しており、過去記事について「いままで、ガイドラインに従って作られたコンテンツをモニタリングしてきた。基準が甘かったということはない。いまになって見直すことはない。」とも述べている。
同社が運営しているBLOGOSやメルマガに記事を配信している永江一石は、この方針では対応に2017年度いっぱいかかってしまうため、新方針が実際に適用されるまでサイトを閉鎖するのが妥当ではないかとして、LINEがNAVERまとめの著作権侵害を続けるならば記事の配信を停止すると宣言した。著作権侵害にあった写真家の有賀正博は、「Yahoo!などの広告配信サービス会社はNAVERまとめへの広告配信を停止して」とネット署名サイトChange.orgで署名を開始し、多くの署名が集まっている。
また、著作物を盗用された権利者が「まとめ」の削除を要請したところ、該当ページに「NAVERまとめへの転載を禁止する」旨の文言を掲載することを求められたため、削除要請を断念したという事例が紹介され、LINEの対応が問題視された。この手続きには批判が相次いだため、2016年3月には確認番号を記載する方式に変更されている。LINEはこれらの手続きについて、権利者の本人確認が目的であり、正当性のない申告によって「まとめ」作成者の表現の自由を阻害することを防ぐ意図があるとしている。本来の削除手続きでは、削除を求める側が、そのコンテンツの権利者本人であることを確認するために個人情報を書類で提出する必要があるが、あまりに手間がかかるため、権利者側の負担を減らすために、このような方法を採っていたという。このような手続きはプロバイダ責任制限法が定めたプロバイダ（サービス提供者）がとるべき対応に準じたものだが、被害者側が手間をかけなければならないことに反発の声も上がった。
著作権侵害の対策が不十分との批判を受けたLINEは、12月28日に方針を転換し、著作権侵害の申告があった時点で「まとめ」を非表示化して、「まとめ」作成者が著作権を侵害していないと証明した場合のみ非表示化を解除するという対策を導入し、「まとめ」作成者に関する情報開示請求については正当な権利者からの請求であれば作成者の同意なしで開示するように運用を改善したと発表した。
弁護士の杉浦健二は、NAVERまとめで著作権侵害があった場合、「場」を提供しているLINEも著作権侵害の主体に含まれるかについては、TVブレイク事件判決（東京地裁平成21年11月13日判決、知財高裁平成22年9月8日判決）を前提に考えると、LINEが著作権の侵害主体にあたると考えられる余地は残るのではないかと述べている。また、LINEが著作権の侵害主体にあたると判断される場合、「プロ責法上も『発信者』にあたるものとして免責されないと判断される可能性はある」という。新指針によって著作権侵害は減り、LINEの法的責任は問われにくくなるだろうが、まとめ記事のシステム自体が改善されたという発表はないため、なお法的責任追及の余地が消えたわけではないと言える、と述べている。

### NAVERまとめ批判は非表示
堀川大樹がNAVERまとめに同サービスを批判する「まとめ」を投稿したところ、ページを検索結果から除外する効果があるnoindexメタタグが無断で付加されたと訴え、LINEに批判が集まった。LINEは、同社のサービスを批判したことを理由にそのような措置を行うことはなく、スパムや形式上の品質が不十分な「まとめ」に対する機械的な処理が適用された結果であると反論している。

### 関連文献
- 奥田苑子 著、丸山弘詩 編 編『今からはじめるNAVERまとめ』マイナビ、2013年8月28日。ISBN 978-4-8399-4798-9。